# Василь Русинка
Василь Русинка (також Василій Русінка; с. Горонда, Закарпатська область) — протоієрей Української православної церкви (Московського патріархату), від 10 лютого 2011 року — представник УПЦ (МП) у Верховній Раді України.

## Біографія
У шкільні роки ніс паламарський та криласний послух у місцевому храмі. 1991 року закінчив навчання у сільській середній школі, того ж року вступив до Київської духовної семінарії. Після закінчення навчання у 1995 році, вступив до Київської духовної академії. Того ж року одружився. Під час навчання у Києві ніс іподияконський послух у митрополита Володимира (Сабодана).
2009 року закінчив Ужгородську українську богословську академію з присвоєнням наукового ступеня доктора богослов'я.

## Відзнаки
- 2008 року відзначений Президентом України орденом «За заслуги» III ступеня.
- 2012 року відзначений правом носити другого хреста з прикрасами.
- Орден святого рівноапостольного князя Володимира, II ступеня
- Орден преподобного Нестора Літописця, I ступеня
- Ювілейні відзнаки:
  - Ювілейна медаль «Різдво Христове — 2000», II ступеня
  - Орден «1020-річчя Хрещення Київської Русі»